# Draw the Line
Draw the Line peti je studijski album američke hard rock skupine Aerosmith koji izlazi u svibnju 1976.g.
Materijal za album bio je sniman u napuštenom ženskom samostanu u blizini New Yorka, kojega su iznajmili u tu svrhu. Sastav je za vrijeme snimanja albuma živio pod utjecajem droga, spavanja, hrane, pucanja iz pištolja i brzom vožnjom sa svojim sportskim kolima u odmorima između snimanja.
Vodeći se prethodnim albumom Rocks i njegovim uspjehom, postiže komercijalnu dobit i dobiva dobre kritike ali ne pokazuje ništa novo što do tada već nije bilo viđeno u 1970-im. Članovi sastava u to vrijem dolaze u međusobne sukobe i u kaotične situacije, koje su bile predvođene drogom, načinom života i njihovim stvaranjem glazbe koje je bilo maglovito za vrijeme snimanja albuma Draw the Line. Album je po objavljivanju postao poznat po najmračnijem Aerosmithovom vremenu, iako su s uzimanjem droge nastavili i na snimanju sljedećem studijskom albumu Rock in a Hard Place.

## Popis pjesama

### Strana prva
1. "Draw the Line" (Steven Tyler, Joe Perry) – 3:23
2. "I Wanna Know Why" (Tyler, Perry) – 3:09
3. "Critical Mass" (Tyler, Tom Hamilton, Jack Douglas) – 4:53
4. "Get It Up" (Tyler, Perry) – 4:02
5. "Bright Light Fright" (Perry) – 2:19

### Strana druga
1. "Kings and Queens" (Tyler, Brad Whitford, Hamilton, Joey Kramer, Douglas) – 4:55
2. "The Hand That Feeds" (Tyler, Whitford, Hamilton, Kramer, Douglas) – 4:23
3. "Sight for Sore Eyes" (Tyler, Perry, Douglas, David Johansen) – 3:56
4. "Milk Cow Blues" (Kokomo Arnold) – 4:14

## Osoblje
Aerosmith
- Tom Hamilton - bas-gitara, gitara
- Joey Kramer - bubnjevi, udaraljke, prateći vokali
- Joe Perry - gitara, vokal, udaraljke, slajd gitara, bas-gitara
- Steven Tyler - prvi vokal, usna harmonika, udaraljke, klavijature, bas-gitara
- Brad Whitford - gitara

Dodatni glazbenici
- Stan Bronstein - saksofon
- Scott Cushnie - pianino
- Jack Douglas - mandolina
- Karen Lawrence - prateći vokali
- Paul Prestopino - bendžo

Ostalo osoblje
- Producent: Aerosmith, Jack Douglas
- Izvršni producent: David Krebs, Steve Leber
- Projekcija: Jay Messina
- Asistent projekcije: Sam Ginsberg
- Mastering: George Marino
- Aranžer: Aerosmith, Jack Douglas
- Art direkcija: David Krebs, Steve Leber
- Ilustracija omota albuma: Al Hirschfeld

## Top lista
Album - Billboard (Sjeverna Amerika)
| Godina | Top lista  | Pozicija |
| ------ | ---------- | -------- |
| 1978.  | Pop Albums | #11      |

Singlovi - Billboard (Sjeverna Amerika)
| Godina | Singl              | Top lista   | Pozicija |
| ------ | ------------------ | ----------- | -------- |
| 1977.  | "Draw the Line"    | Pop Singles | #42      |
| 1978.  | "Kings and Queens" | Pop Singles | #70      |

## Certifikat
| Organizacija | Naklada       | Datum              |
| ------------ | ------------- | ------------------ |
| RIAA - SAD   | Zlatni        | 9. prosinca 1977.  |
| RIAA - SAD   | Platinasti    | 13. prosinca 1977. |
| RIAA - SAD   | 2x Platinasti | 16. kolovoza 1996. |

## Vanjske poveznice
- Draw the Line